# Katholische Kirche Ečka

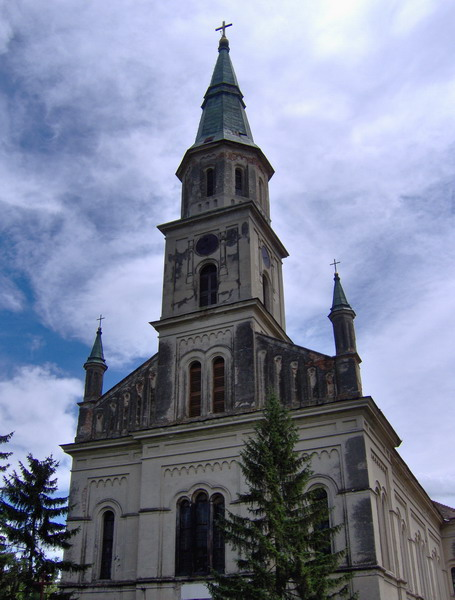
Die katholische Kirche in Etschka

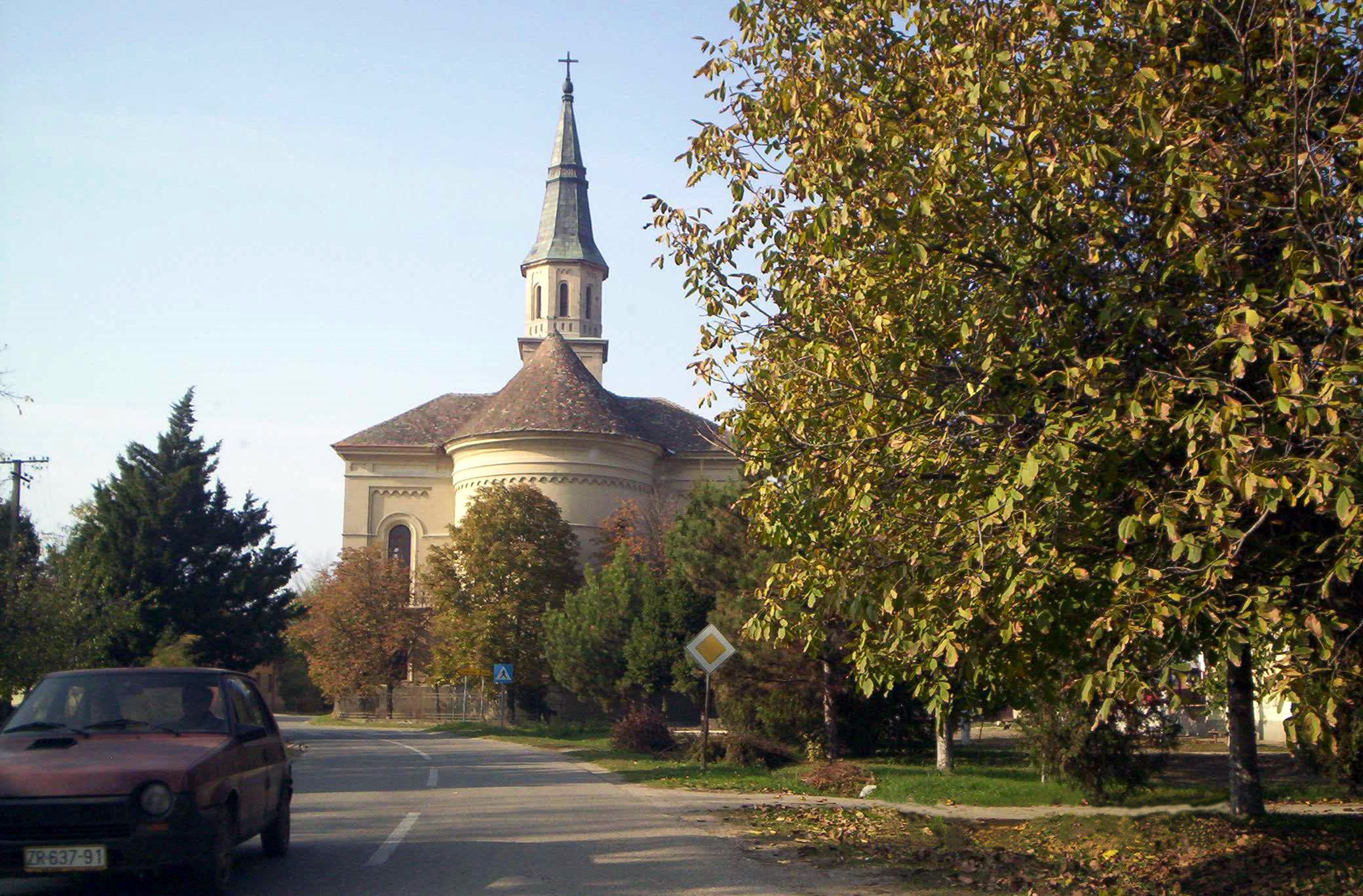
Rückseite

Die katholische Kirche Ečka ist das Kirchengebäude der römisch-katholischen Kirchengemeinde zu Ečka, einem Ortsteil von Zrenjanin im serbischen Banat in Vojvodina.

## Geschichte

### Gründung der Kirchgemeinde und Bau der Kirchen
Die Kirchengemeinde wurde 1793 vom ältesten Sohn des Grundherrn Lukacs Lazar, Johann Lazar (1757–1809), gegründet. Nach der Zuwanderung katholischer Bulgaren vergrößerte sich die Gemeinde sehr schnell und bereits ein Jahr nach der Gemeindegründung wurde der Grundstein für den ersten Kirchenbau gelegt. Vier Jahre später (1798) wurde auch ein Pfarrhaus errichtet.
Die erste Kirche war ein einfacher Lehmbau mit Stroh gedecktem Dach. Sie stand an der gleichen Stelle, auf der die derzeitige Pfarrkirche steht. Als erster Pfarrer betreute Johann Chrysosthomus Gubanoczy von 1793 bis 1797 die Gemeinde. Seine Nachfolge übernahm Michael Jancso, der bis 1799 in Etscka tätig war. Der erste dauerhaft ortsansässige Pfarrer wurde Josef Nagy, der 26 Jahre lang der Gemeinde vorstand (1799 bis 1825). Während dessen Amtszeit siedelten sich auch eine größere Anzahl katholischer Deutscher an. 1810 wurden der Pfarrei Etschka die neugegründeten Gemeinden Zsigmondfalva (Siegmundfeld) und Lukatschfalva angegliedert. Ein Jahr später, 1811, ließ Agoston (August) Lazar (1768–1833) die Kirche erweitern und gleichzeitig einen gemauerten Glockenturm bauen, dessen Dach mit Schindeln gedeckt wurde.
Nach dem Tode von Josef Nagy 1825 wurde für die nächsten 11 Jahre Anton Millassin Pfarrer. Zwei Jahre nach seinem Tod am 9. April 1836, wütete im Ort ein Großfeuer, das 60 Häuser bis auf die Grundmauern vernichtete. Dem Brand fiel auch die katholische Kirche zum Opfer. Dank des tatkräftigen Wirkens des Pfarrers Heinrich Kümmer (1834–1851) und aller Gläubigen konnten alle Bilder und auch die liturgischen Gefäße gerettet werden. Noch im gleichen Jahr wurden zwei vom Feuer beschädigte Glocken in eine große Glocke umgegossen und diese in die im Wiederaufbau befindliche Kirche übertragen.
Die Restaurierung der Kirche war aufwendig, so wurde ein neuer Dachstuhl gezimmert und dieser mit Schindeln gedeckt. 28 Jahre lang wurden in der nur anteilig restaurierten Kirche die Gottesdienste abgehalten. Pfarrer in dieser Zeit war Karl Krist (1851 bis 1874). 1862 stiftete General Sigismund Lazar (1801–1870) einen Kirchenneubau. Mit den Entwürfen wurde ein Architekt namens Kansky betraut, der sich bei seinem Entwurf an der Stilfindung des italienischen Quattrocento orientierte. Die Bauarbeiten selbst führte der Betschkereker Unternehmer Stevan Djordjewitsch und dessen Arbeiter aus. Der Neubau war sehr groß angelegt, so wurden die Fundamente in der Umgebung der alten Kirche errichtet und auf diese dann aufgemauert. Die alte Kirche blieb während der gesamten Bauzeit im Zentrum der Baustelle erhalten und es wurden dort die Gottesdienste abgehalten. Im August 1864 fand die letzte Messe in der alten Kirche statt. Danach wurde sie abgerissen und der Bauschutt durch die Türen der fertiggestellten neuen Kirche befördert.
Die feierliche Einweihung der neuen Kirche und der Glocken zelebrierte der Csanáder Bischof Sándor Bonnaz am 18. September 1864. Geweiht wurde die Kirche dem Patron Johannes der Täufer. Während dieses Festgottesdiensts spendete der Bischof auch das Sakrament der Firmung. Vorher wurde General Lazar zeremoniell mit dem Orden des Hl. Georg geehrt, mit dem ihm Papst Pius IX. ausgezeichnet hatte. Auch die Gattin des Generals, Viktorina Lazar (1841–1895) wirkte als Stifterin, sie schenkte der Gemeinde einen kostbaren Baldachin, den sie eigenhändig mit wertvollen Stickereien geziert hatte.
Im Jahre 1868 wurde anlässlich der Geburt der Marianne Lazar (1867–1893) vor dem Haupteingang der Kirche ein Hochkreuz mit Steinfundament errichtet.
In die neue Kirche wurden neben der Glocke auch zwölf Bilder, Arbeiten eines flämischen Malers aus dem 17. Jahrhundert, übertragen. Diese Bilder stellten dar: Das Bild Christi, Die heilige Familie, Die Bergpredigt mit den acht Seligkeiten, Die heilige Theresia, Kreuzabnahme, Die Geburt Christi, ein Muttergottesbild, den Hl. Franz von Assisi, die hl. Dreifaltigkeit, den Hl. Josef und Christus am Kreuze. In die neue Kirche wurden auch die 14 Kreuzwegstationen aus der alten Kirche installiert.
Zwischen den Jahren 1862 und 1864 lebte in Etschka der holländische Maler Adolf van der Venne (1828–1911) und malte in dieser Zeit drei große Bilder, Die Taufe Christi, Judith (hier diente Viktorine Lazar als Modell) und Die hl. Elisabeth von Ungarn, nach dem Vorbild der Mutter des Generals Lazar, Elisabeth Edelsbacher. (Es war an der Seitenwand vor dem Beichtstuhl angebracht. Dargestellt war sie als Wohltäterin die einem Bettler Semmeln reichte.)
Nach dem Tod von Karl Krist 1874 übernahm die Pfarrei Johann Weitersheim bis 1897. Hilfspriester war Karl Neurohr. Während der Tätigkeit dieser Priester feierte die Gemeinde Etschka am l. August 1893 ihre 100-Jahr-Feier. Bei dieser Gelegenheit zelebrierte der Probst-Dechant von Werschetz Franz Henny die heilige Messe. Die neue Orgel spielte der Ortslehrer Josef Kirchner. Während der ersten 100 Jahre des Bestehens der Pfarrei wurden 14.369 Neugeborene getauft, 3.151 Ehen wurden geschlossen und 10.225 Gläubige beerdigt.

### Zweites Jahrhundert
Zwei Jahre nach der 100-Jahr-Feier besuchte der Bischof von Csanád Alexander von Dessewfy die Pfarrei von Etschka. Adalberg Kögl übernahm die Pfarrei von Etschka 1897. Während dieser Zeit (1907) hatte Graf Felix Harnoncourt die Beendigung der Arbeiten an der Kirchenfassade und gleichzeitig die Einfriedung des Kirchenplatzes ermöglicht. Nach dem Tode des Bauunternehmers Stevan Djordjewitsch wurde die Fertigstellung ganze 42 Jahre hinausgezogen. Von den höheren kirchlichen Würdenträgern besuchten die Pfarrei 1910 der Temeschwarer Bischof Johann Csernoch und am 12. Mai 1912 der Csanader Bischof Julius Glattfelder. Im Jahre 1911 verbrannte durch eine Kerze die linke Ecke des Hauptaltar-Bildes, der Taufe Christi. Noch im selben Jahr wurde dieses Bild von Stevan Alexić im Auftrag von Felix Harnoncourt restauriert.
Während des Ersten Weltkriegs mussten am 11. November 1916 drei Glocken aus dem Turm geholt und dem Militärkommissariat für Kriegszwecke zur Verfügung gestellt werden. Gegen Ende der Kriegsereignisse 1917 übernahm die Pfarrei Ludwig Griffel. Er blieb in diesem Amt bis 1944. Wichtige Ereignisse aus dieser Zeit waren der Besuch des Erzbischofs Rafael Rodić, der auf der Durchfahrt nach Groß-Betschkerek im Jahre 1929 die Kirche besichtigte und am nächsten Tag auf Verlangen des Pfarrers von Etschka nochmals zurückkehrte, um den Firmsegen zu spenden. Diesen hohen kirchlichen Würdenträger empfing Pfarrer Ludwig Griffel und der Kantor Stefan Klein, der 60 Jahre Kantor an dieser Kirche gewesen ist.

### Die neueste Zeit
Nach Ende des Zweiten Weltkrieges ging die Zahl der Katholiken von Ečka rasch zurück. Durch die Kriegsereignisse war ein Teil des Kirchenvermögens und auch die Dokumentation abhandengekommen. Von den zwölf Bildern des unbekannten flämischen Malers blieben in der Kirche insgesamt nur vier erhalten: Die heilige Familie, Der hl. Antonius, Kreuzabnahme und Die Bergpredigt über die acht Seligkeiten. Alle diese Bilder wurden 1965 unter Denkmalschutz des Staates gestellt.
Heute besteht die Kirchengemeinde zu Ečka aus ungefähr 50 Gläubigen. Die Gottesdienste halten seit 1944 die Priester aus Muzlja. Die letzten Renovierungen in der Kirche erfolgten 1927.

## Galerie

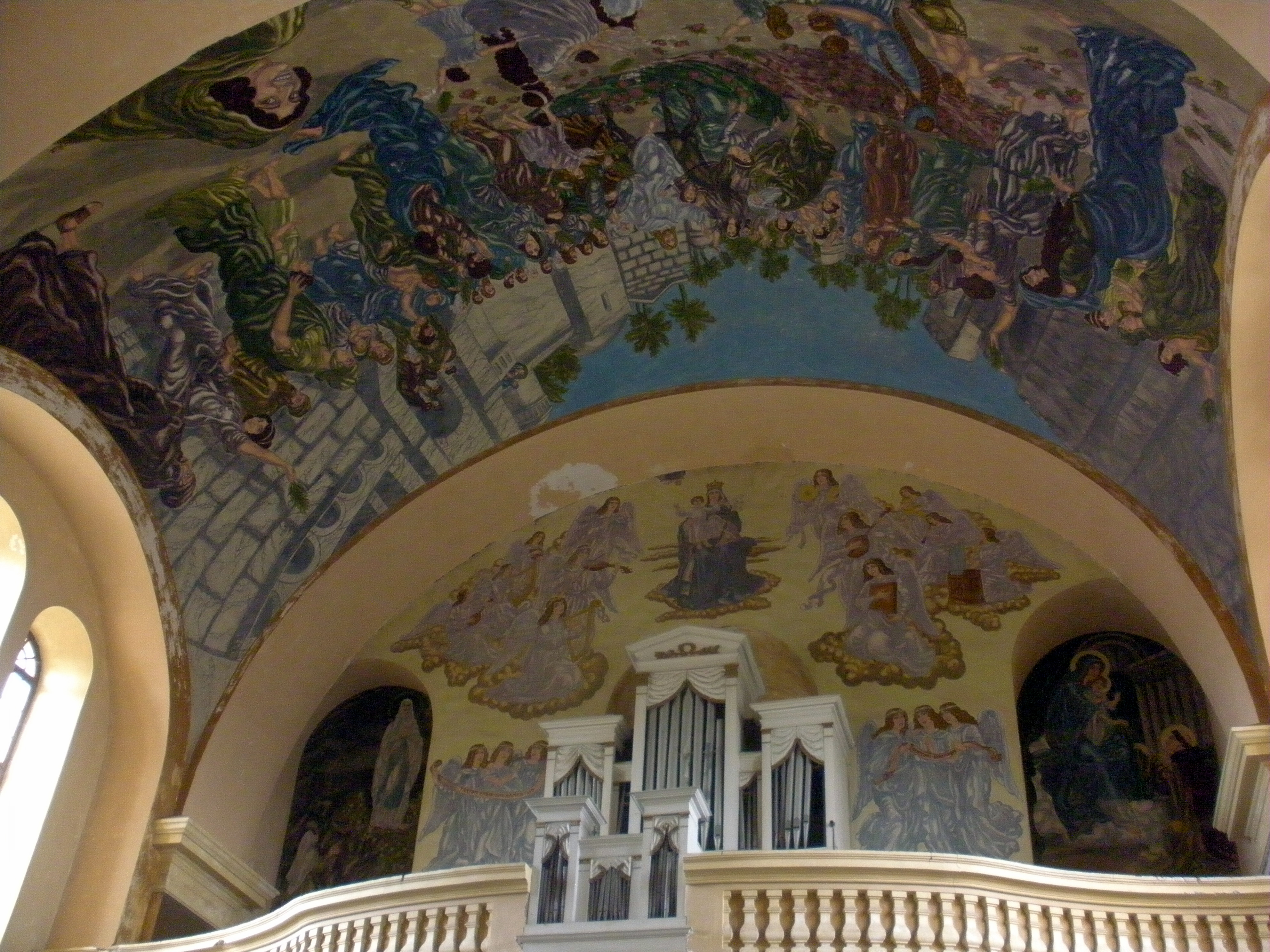
Orgel und Deckenmalereien von Jozef Geugner
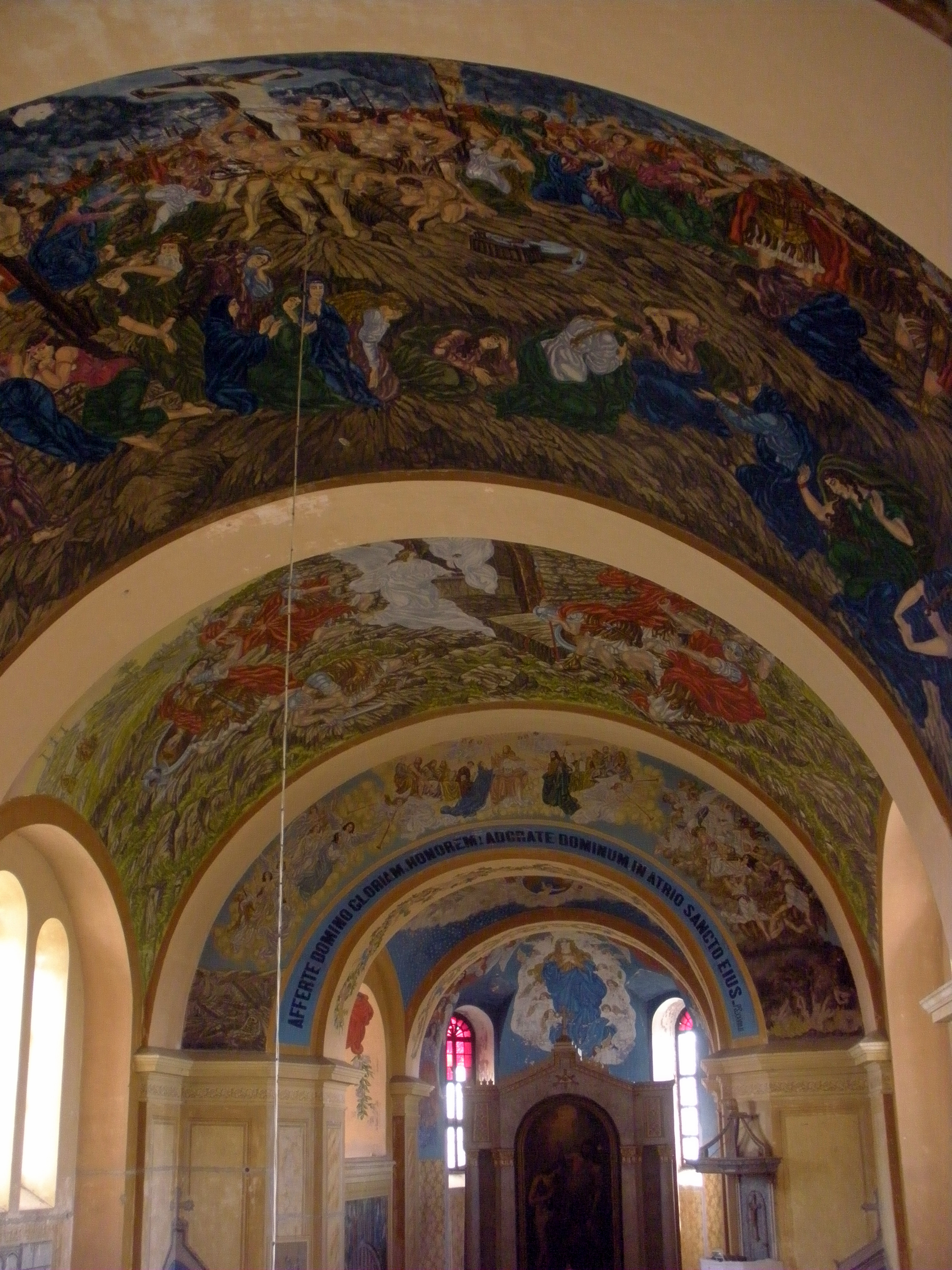
Darstellung des Kreuzwegs und Deckenmalereien von Jozef Geugner
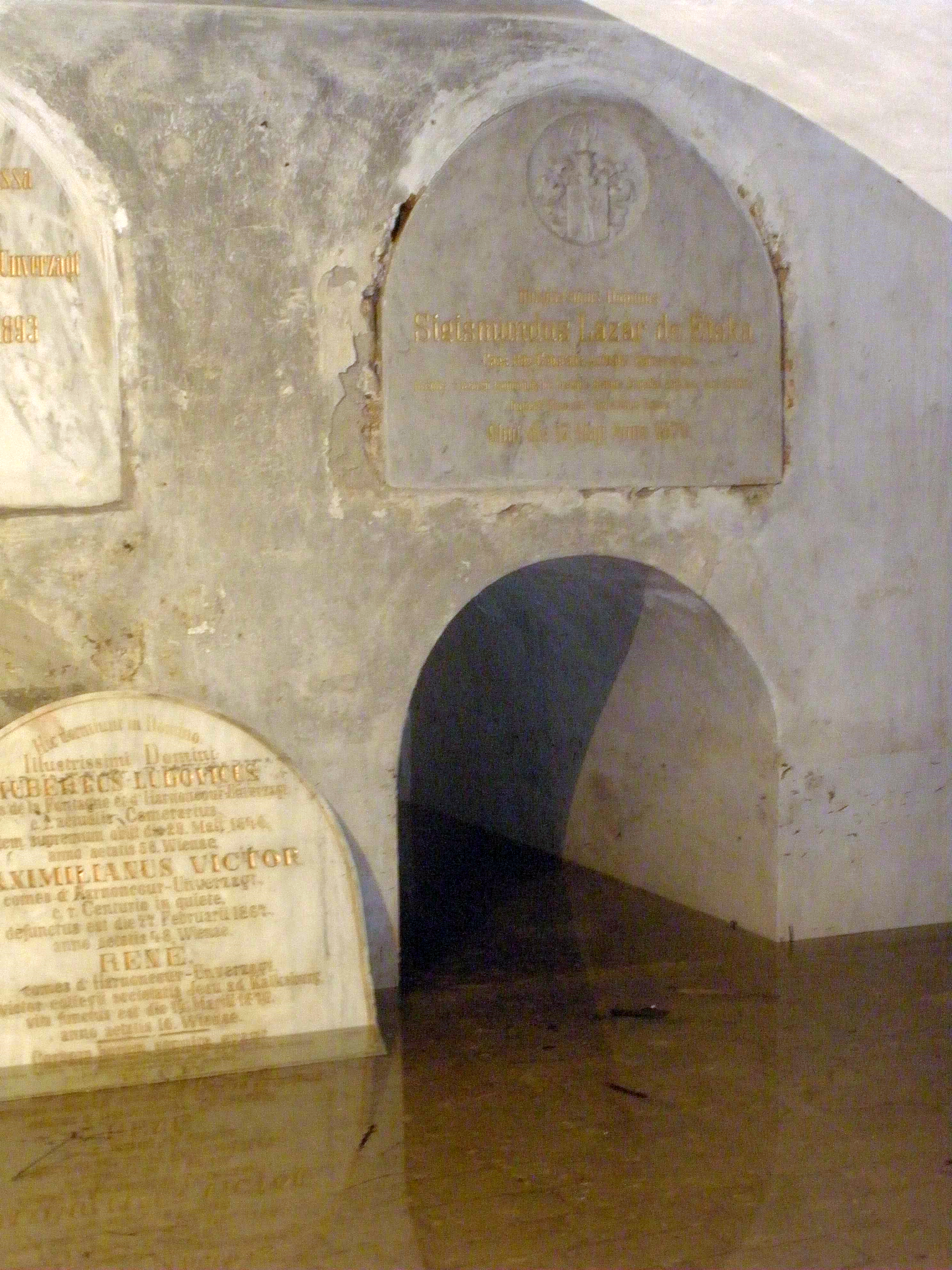
Krypta mit Gruft der Grafen Lazar, mit dem Wappen der Adelsfamilie (2010 nach Hochwasser)
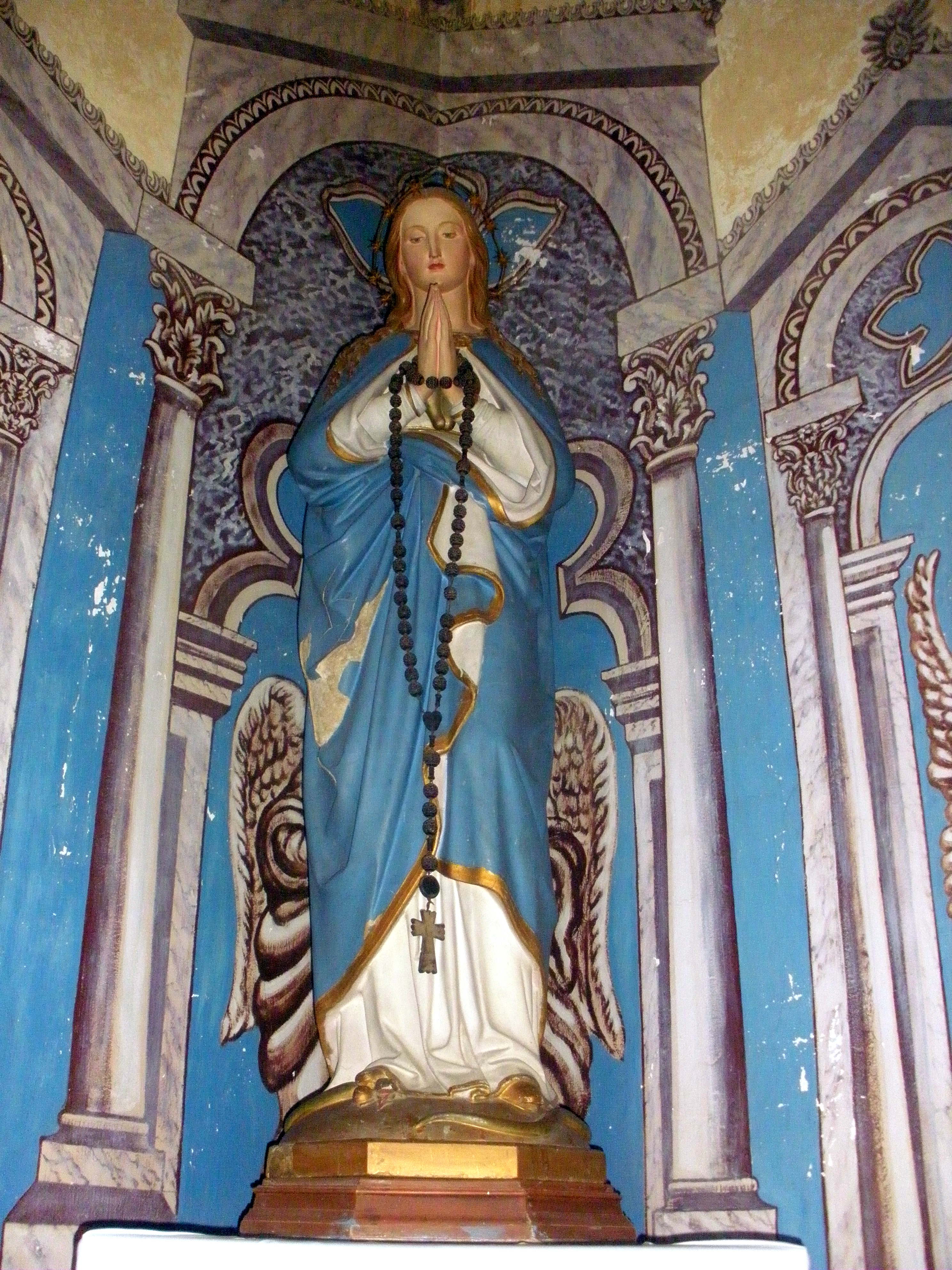
Immaculata; Statue der Heiligen Maria